# Nectophryne afra
Nectophryne afra (tên tiếng Anh là African Tree Toad) là một loài cóc thuộc họ Bufonidae.
Loài này có ở Cameroon, Cộng hòa Dân chủ Congo, Guinea Xích Đạo, Gabon, Nigeria, có thể cả Cộng hòa Trung Phi, và có thể cả Cộng hòa Congo.
Môi trường sống tự nhiên của chúng là rừng ẩm vùng đất thấp nhiệt đới hoặc cận nhiệt đới và rừng thoái hóa nghiêm trọng.
Chúng hiện đang bị đe dọa vì mất nơi sống.